# Кампродон
Кампродон (на испански: Camprodon) е град в Североизточна Испания, провинция Жирона на автономната област Каталония.
Намира се в Пиренеите, на 50 km северозападно от Жирона и на 10 km от границата с Франция. Основан е през 1118 г. в близост до манастир, а от 1252 г. е подчинен пряко на краля. Населението на града е 2214 души (по данни от 1 януари 2017 г.).
В Кампродон е роден композиторът Исак Албенис (1860 – 1909).